# Castillo de Aguilar (Francia)

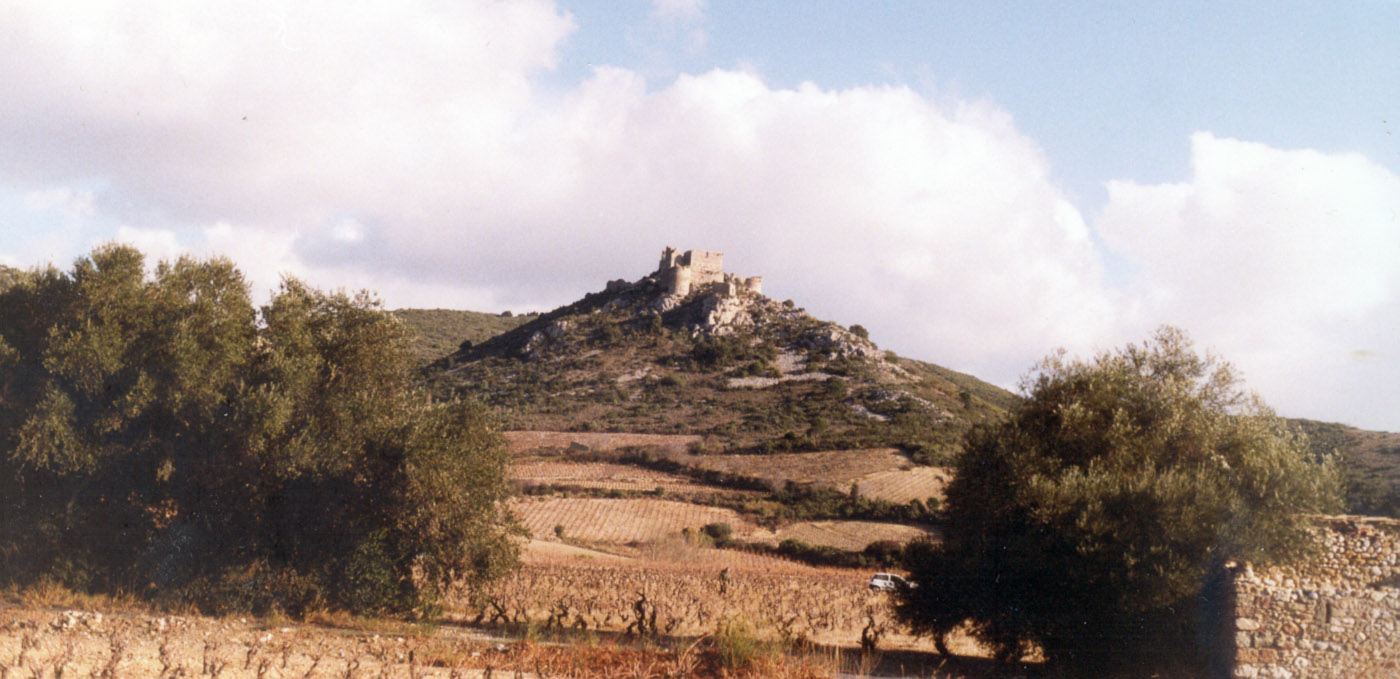
Castillo de Aguilar.

El castillo de Aguilar es un castillo cátaro ubicado en la comuna francesa de Tuchan, a unos 4 km de la población y a 30 km de Perpiñán, en el departamento del Aude, en Francia. 
El castillo se encuentra emplazado sobre un peñasco rocoso de cerca de 400 metros de altura, rodeado por laderas bastante suaves, con barrancos por las zonas del Oeste y el Sur. 

## Historia
Desde 1020 hasta el siglo XII, el castillo de Aguilar pertenecía a los condes occitanos de Termes, señores asimismo del Castillo de Termes, que rendían vasallaje a la familia Trencavel. 
A principios del siglo XIII el señor del castillo era Raymond de Termes. Durante la cruzada albigense, sirvió de refugio a diversos caballeros faydits y creyentes cátaros, hasta que, en 1210, fue tomado por Simón de Montfort. Posteriormente, pasó a formar parte del feudo real, bajo el rey de Francia. 
El rey Luis IX de Francia emplazó en él una guarnición, en 1246, al mismo tiempo que iba siendo modificado y reforzado por los ingenieros reales. Fue integrado en el colosal dispositivo de defensa llamado "Los cinco hijos de Carcasona", cuya misión principal consistía en vigilar la frontera meridional, límite con las posesiones del condado de Barcelona, bajo Jaime I de Aragón primero y Pedro III de Aragón posteriormente. 
Tras varios ataques catalanes en el siglo XIV por parte de tropas del Conde de Barcelona Alfonso III primero y de Pedro IV de Aragón posterior y seguidamente, en 1543 fue conquistado por Carlos I de Habsburgo y ocupado por los españoles. Recuperado de nuevo por tropas francesas, fue abandonado definitivamente a mitad del siglo XVI, en 1569, a raíz del Tratado de los Pirineos, sirviendo de escondrijo a ladrones y asesinos a partir de entonces, hasta que el rey de Francia ordenó su destrucción, dinamitándolo y casi destruyéndolo por completo, a finales del mismo siglo.

## El castillo
El castillo de Aguilar es un claro y representativo ejemplo de castillo de planta geométrica. 
La parte más antigua, edificada por los señores occitanos, es la segunda muralla interior situada en lo más alto del peñasco, poligonal, del siglo XII.
La Torre del homenaje, lugar de residencia, situada en el centro del recinto, también del siglo XII, está rodeada por un recinto amurallado hexagonal flanqueado por seis torres semicirculares de principios del siglo XIII, en cada ángulo. Dentro de este recinto se encuentra la cisterna. 
Una pequeña iglesia consagrada a Santa Ana completa el conjunto; es una construcción de estilo románico, muy sencilla y pequeña.
El resto de los refuerzos corresponden ya a las obras de ingeniería francesas posteriores.
Fue declarado Monumento histórico en Francia en 1953.

## galería de imágenes

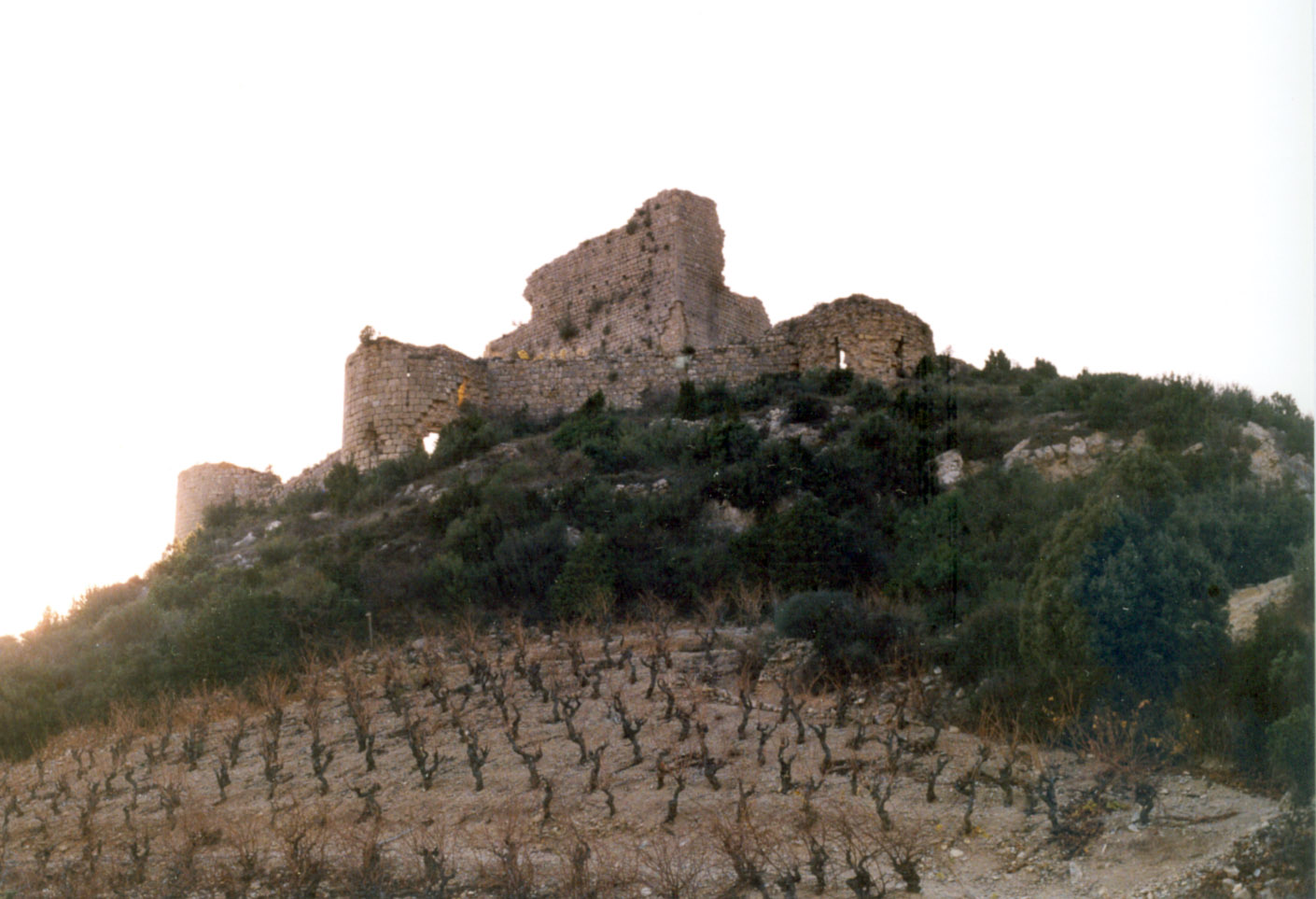
Laderas suaves de la zona este en Aguilar
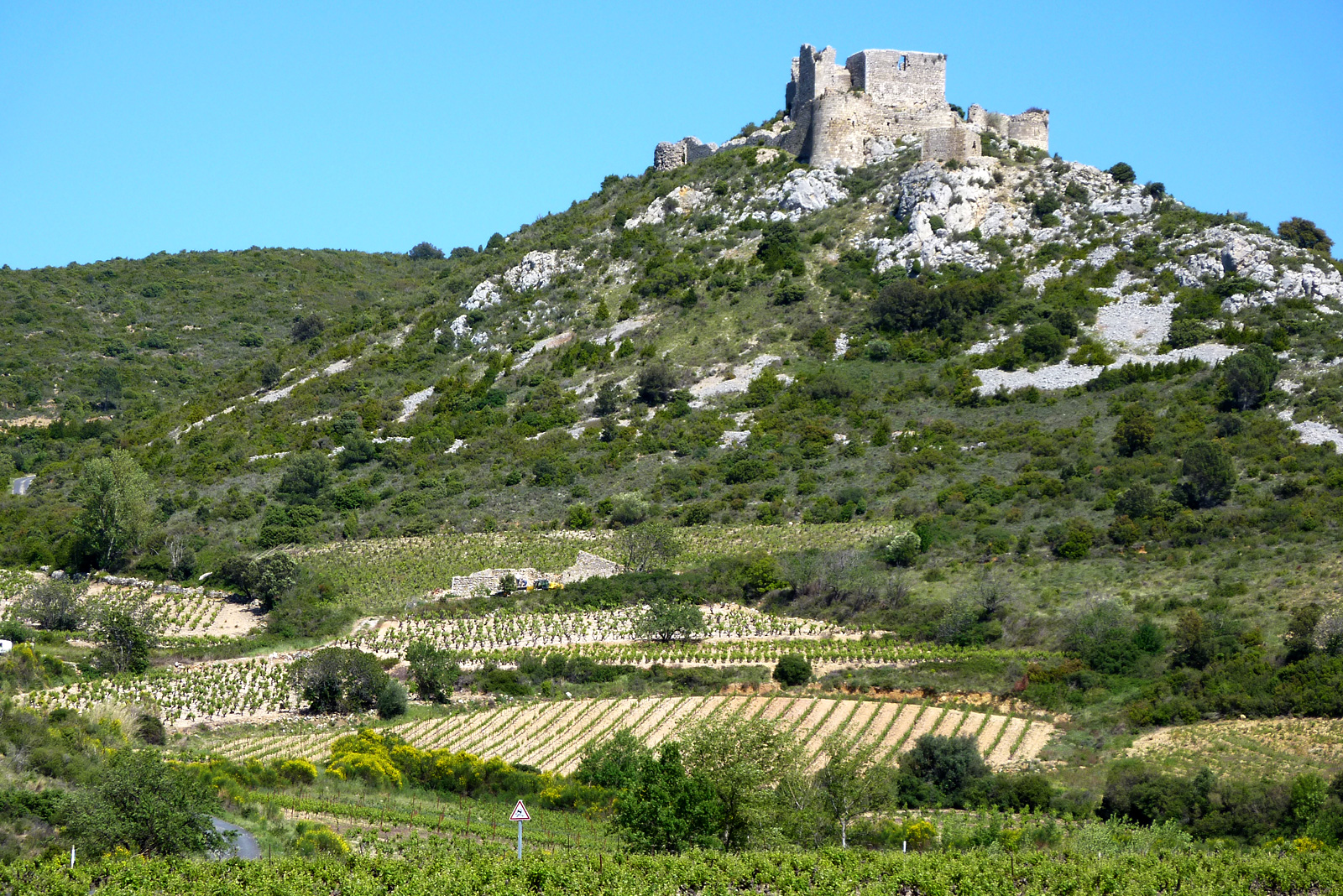
Castillo de Aguilar
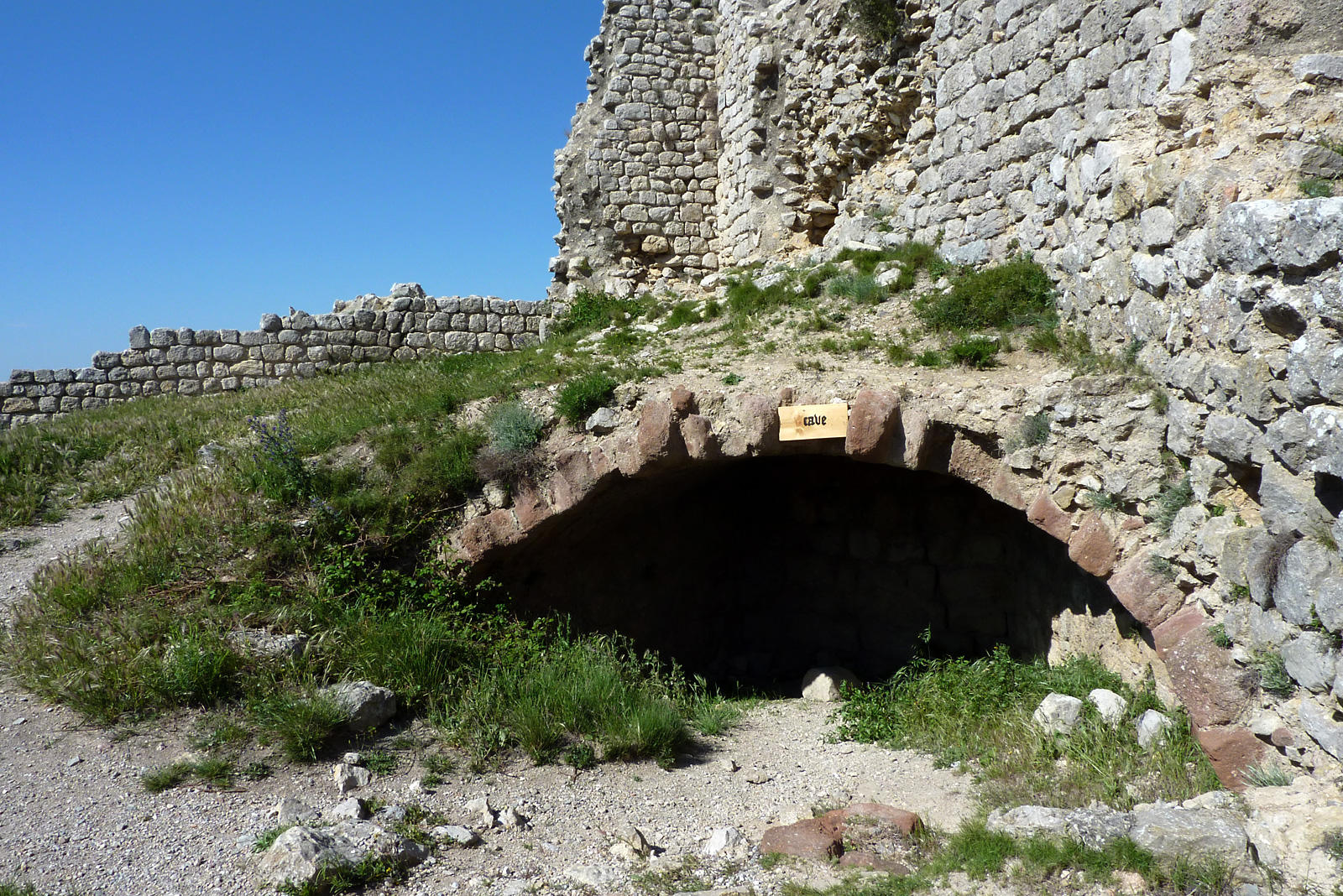
Castillo de Aguilar
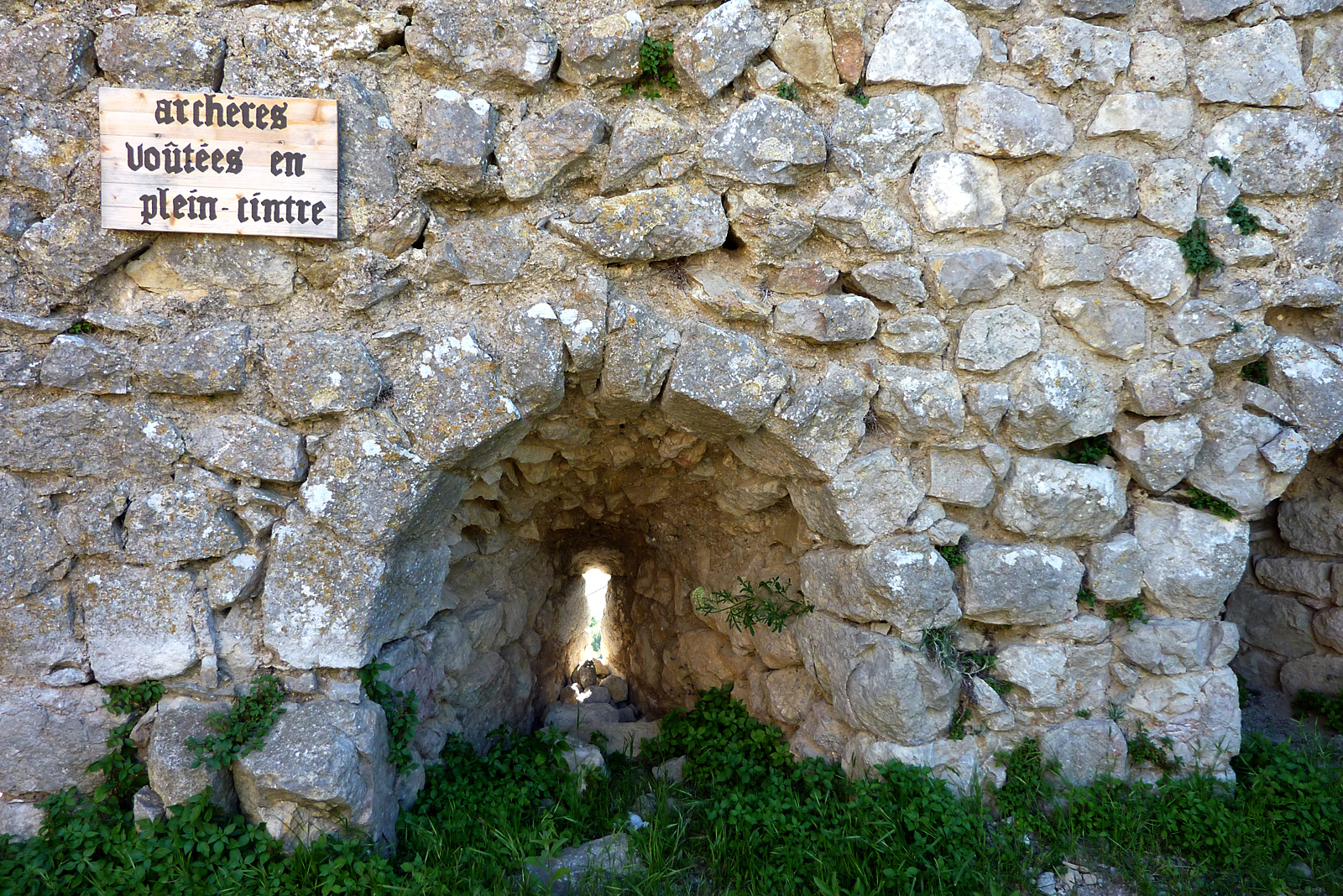
Castillo de Aguilar
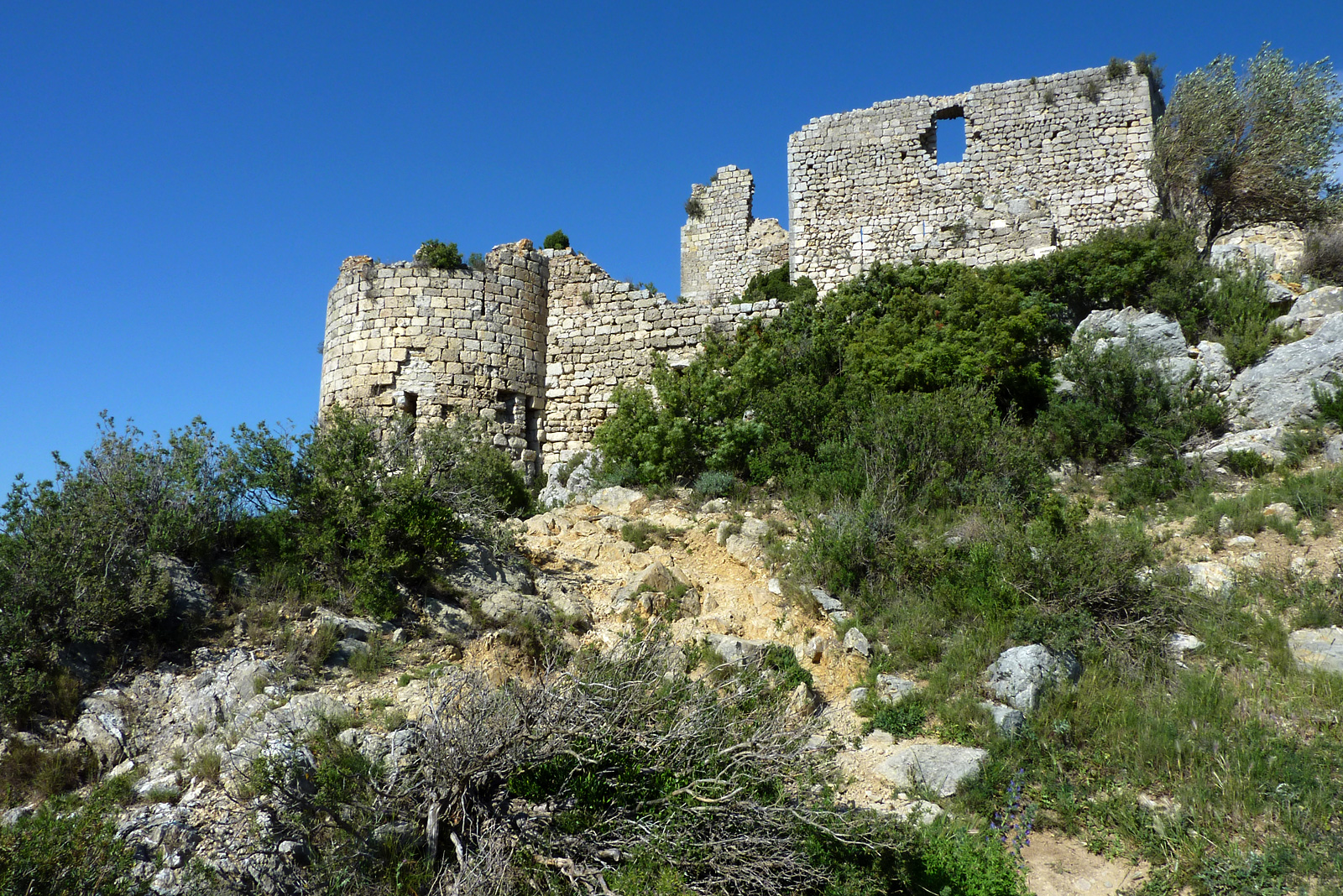
Castillo de Aguilar
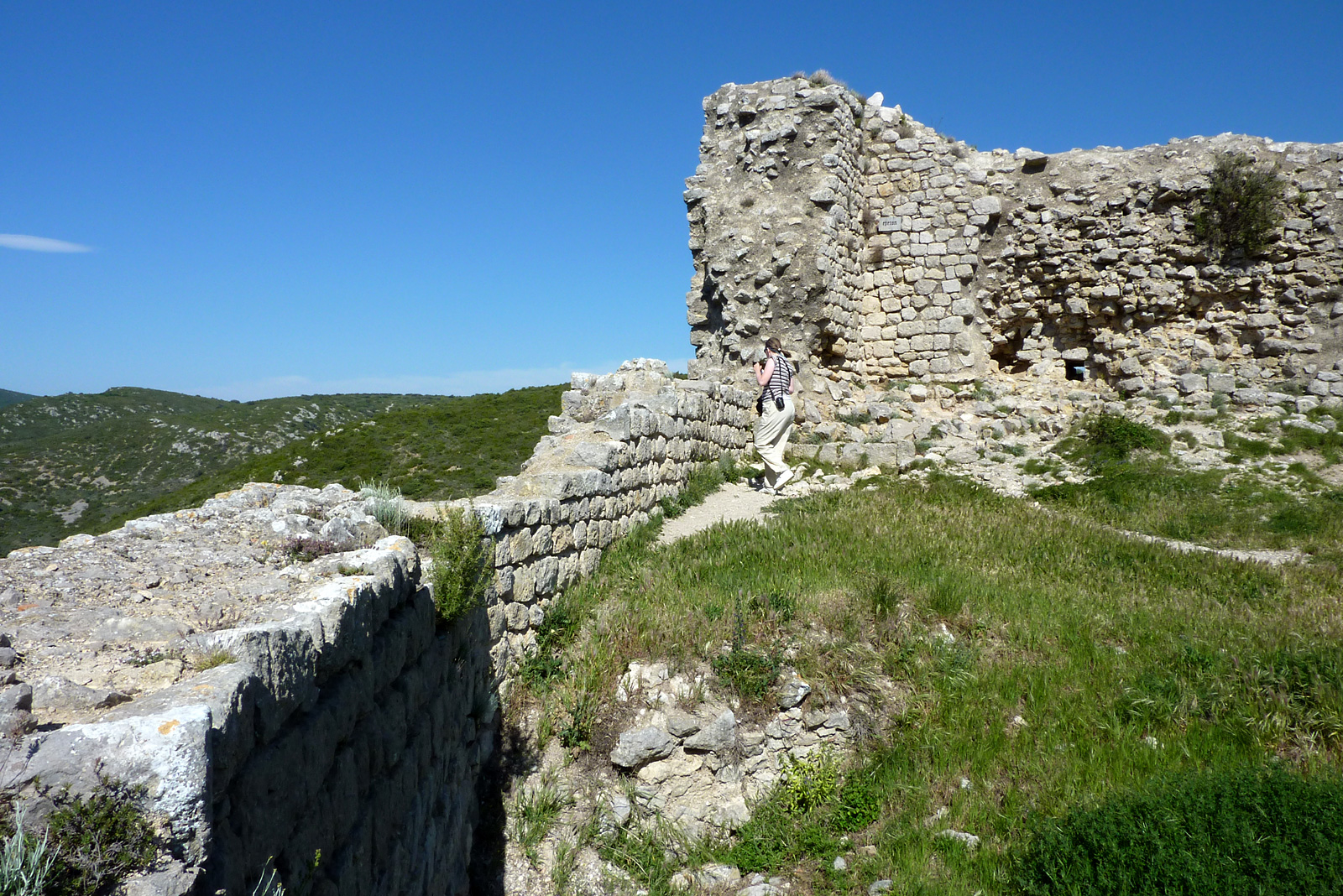
Castillo de Aguilar
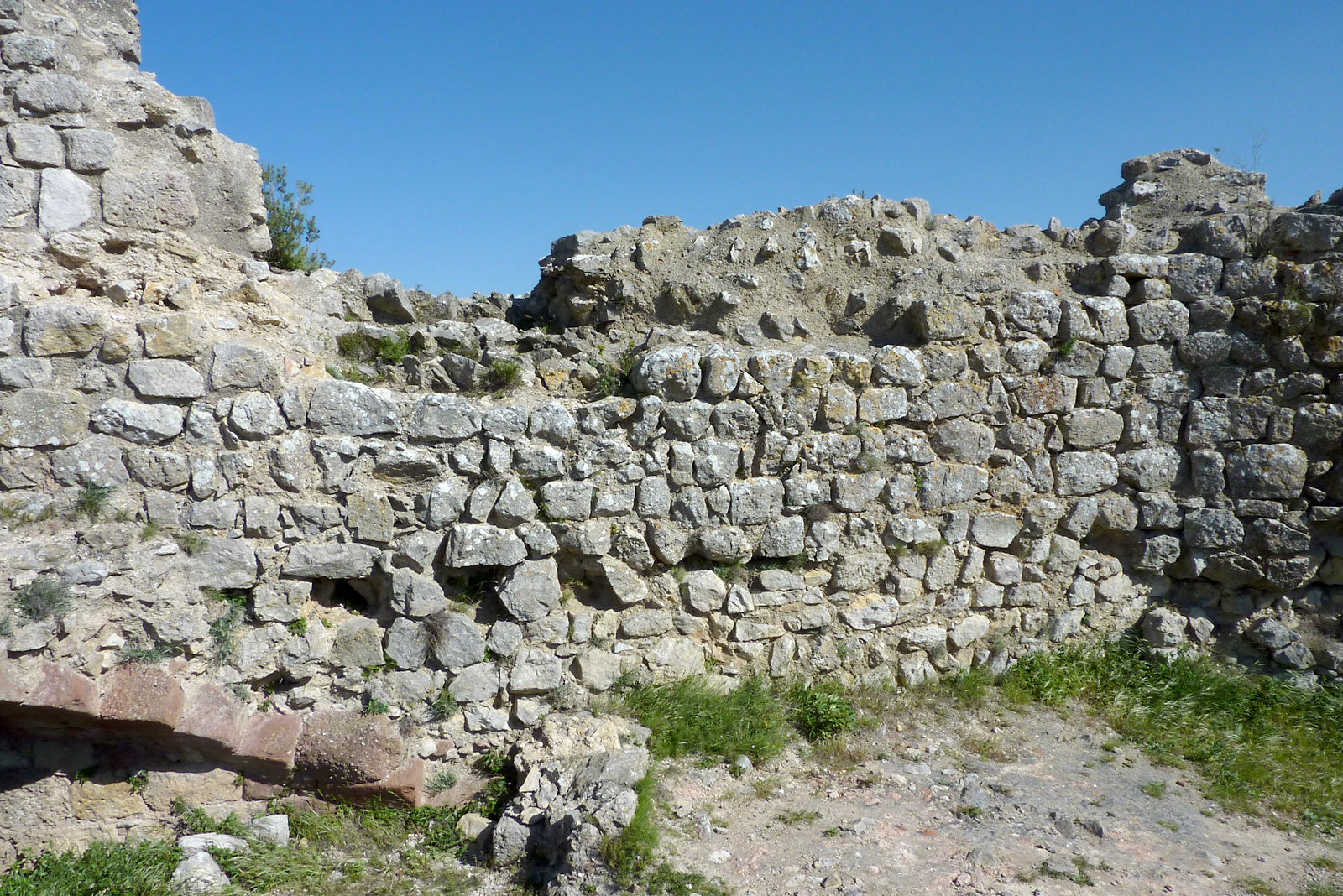
Castillo de Aguilar
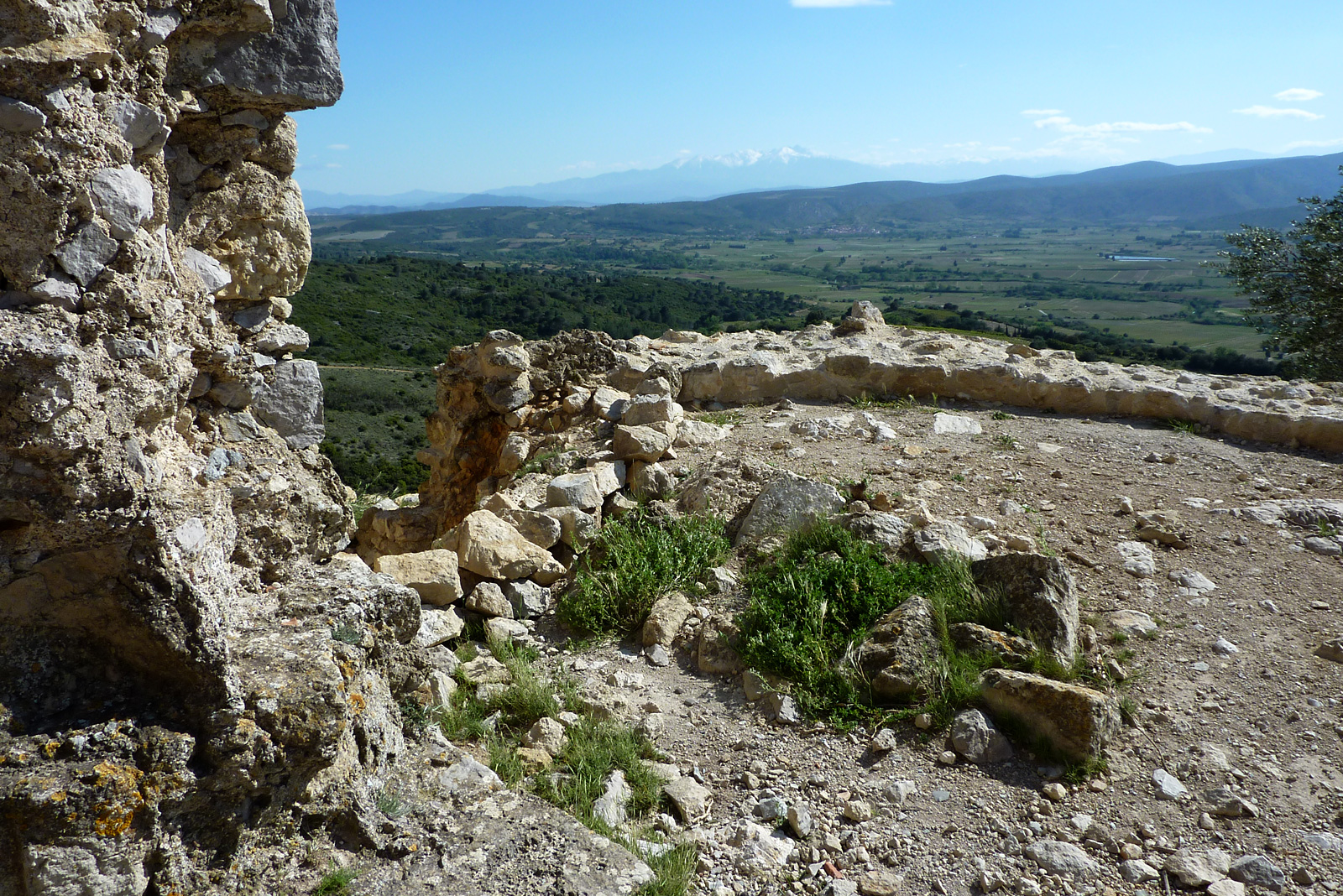
Castillo de Aguilar